# إبراهيم لطف الله
إبراهيم خليل إبراهيم عبد الله لطف الله (ولد في 24 سبتمبر 1992 في المنامة، البحرين) لاعب كرة قدم دولي بحريني يجيد اللعب في مركز حارس مرمى. يلعب حاليا لصالح نادي المحرق الذي ينافس في الدوري البحريني الممتاز منذ 2021.

## الإنجازات

### الحد
- الدرجة الأولى (1): 2016

### منتخب البحرين
- كأس الخليج للمنتخبات الأولمبية (1): 2013
- كأس الخليج 26 بالكويت 2025
- افضل حارس مرمي كأس الخليج 26